# Papilionanthe vandarum
Papilionanthe vandarum är en orkidéart som först beskrevs av Heinrich Gustav Reichenbach, och fick sitt nu gällande namn av Leslie Andrew Garay. Papilionanthe vandarum ingår i släktet Papilionanthe och familjen orkidéer. Inga underarter finns listade i Catalogue of Life.

## Bildgalleri

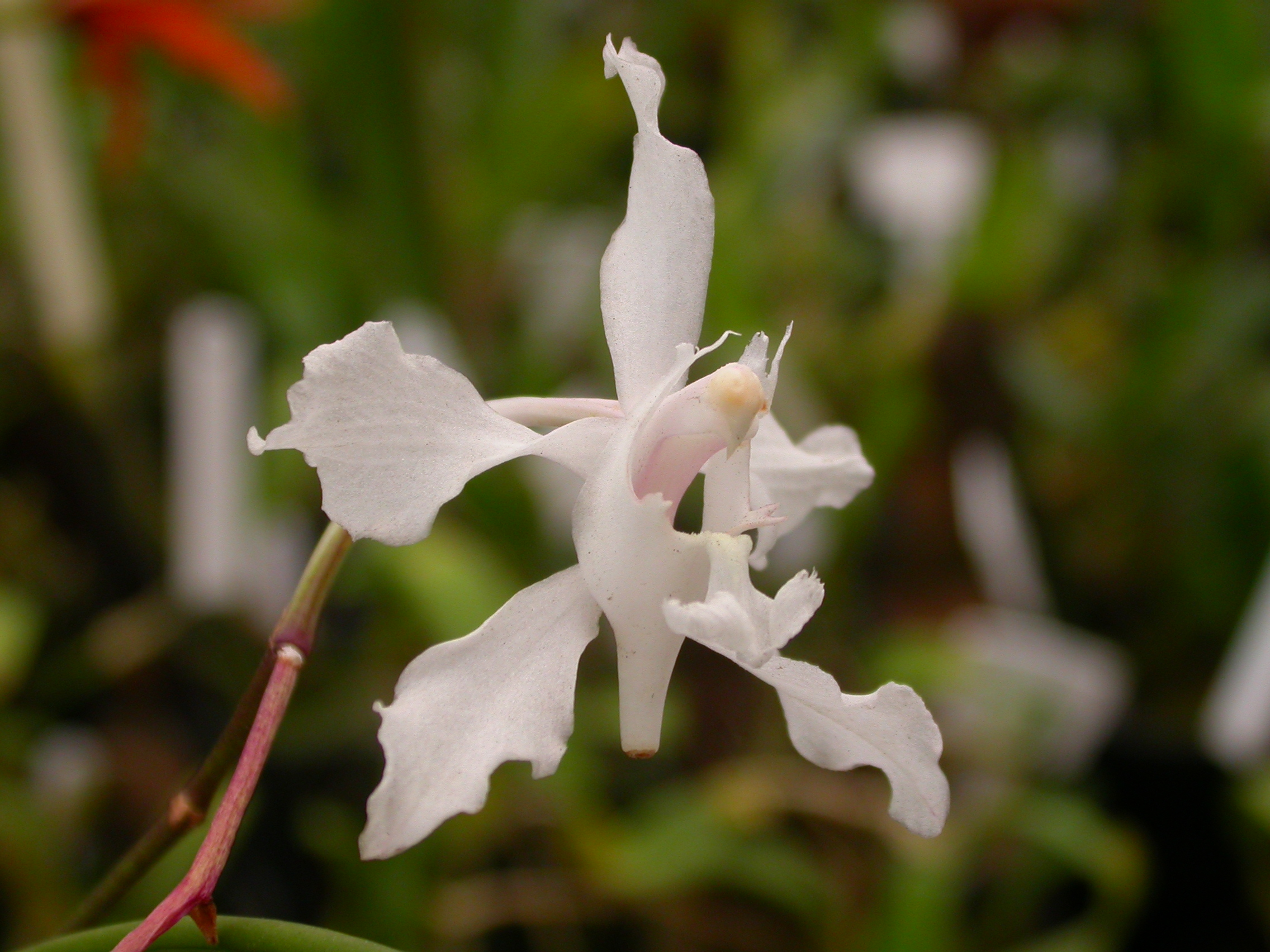